# Лесковцы
Лесковцы (укр. Лісківці) — село в Каменец-Подольском районе Хмельницкой области Украины.
Население по составляет 463 человек. Почтовый индекс — 32346. Телефонный код — 3849. Занимает площадь 1,503 км².

## Местный совет
32346, Хмельницкая область, Каменец-Подольский район, село Рихта